# Lista de condados do Tennessee

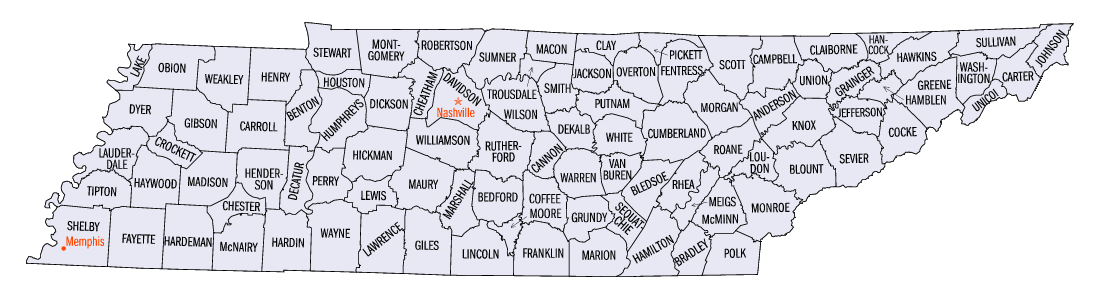
Mapa dos condados do Tennessee

A seguir, lista dos 95 condados do Tennessee.
| - Anderson - Bedford - Benton - Bledsoe - Blount - Bradley - Campbell - Cannon - Carroll - Carter - Cheatham - Chester - Claiborne - Clay - Cocke - Coffee | - Crockett - Cumberland - Davidson - Decatur - DeKalb - Dickson - Dyer - Fayette - Fentress - Franklin - Gibson - Giles - Grainger - Greene - Grundy - Hamblen | - Hamilton - Hancock - Hardeman - Hardin - Hawkins - Haywood - Henderson - Henry - Hickman - Houston - Humphreys - Jackson - Jefferson - Johnson - Knox - Lake | - Lauderdale - Lawrence - Lewis - Lincoln - Loudon - Macon - Madison - Marion - Marshall - Maury - McMinn - McNairy - Meigs - Monroe - Montgomery - Moore | - Morgan - Obion - Overton - Perry - Pickett - Polk - Putnam - Rhea - Roane - Robertson - Rutherford - Scott - Sequatchie - Sevier - Shelby - Smith | - Stewart - Sullivan - Sumner - Tipton - Trousdale - Unicoi - Union - Van Buren - Warren - Washington - Wayne - Weakley - White - Williamson - Wilson |